# Llista d'alcaldes de Tesà
Els alcaldes del municipi rossellonès de Tesà han estat:
| Data inicial | Fi del mandat | Nom                    |
| 1790         | 1791          | Josep Llençà           |
| 1791         | 1793          | Josep Bosch            |
| 1793 Any II  | 1797 Any V    | Emmanuel Guillemet     |
| 1797 Any V   | 1800 Any VIII | Isidor Comes           |
| 1800         | 1813          | Josep Llense (pare)    |
| 1813         | 1831          | Josep Llense (fill)    |
| 1831         | 1868          | François Soler Badie   |
| 1868         | 1871          | François Soler Foxonet |
| 1871         | 1874          | Sébastien Anglade      |
| 1874         | 1884          | Laurent Durand         |
| 1884         | 1888          | Laurent Trilles        |
| 1888         | 1893          | Joseph Jonqueres       |
| 1883         | 1907          | Pierre Carbasse        |
| 1908         | 1919          | Jean Cambres           |
| 1919         | 1944          | Gabriel Jonqueres      |
| 1944         | 1944          | Joseph Jonqueres       |
| 1944         | 1945          | Amédée Ripoll          |
| 1945         | 1955          | Marc Raynaud           |
| 1955         | 1976          | Georges Benezet        |
| 1976         | 1983          | Paul Fabre             |
| 1983         | 1993          | Bernard Bichot         |
| 1993         | 1995          | Charles Batlle         |
| 1995         | 1999          | Léonce Cambres         |
| 1999         | 2008          | Michel Deumié          |
| 2008         |               | Jean-Jacques Thibaut   |